# Boussouma (Sabcé)
Pour les articles homonymes, voir Boussouma.
Boussouma est un village situé dans le département de Sabcé de la province du Bam dans la région du Centre-Nord au Burkina Faso.

## Géographie
La commune est traversée par la route nationale 22.